# ويلي يندستروم
ويلي يندستروم (بالسويدية: Willy Lindström)‏ هو لاعب هوكي الجليد سويدي، ولد في 5 مايو 1951 في Grums Municipality ‏ في السويد.

## وصلات خارجية
- ويلي يندستروم على موقع دوري الهوكي الوطني (الإنجليزية)
- ويلي يندستروم على موقع EliteProspects.com (الإنجليزية)
- ويلي يندستروم على موقع Eurohockey.com (الإنجليزية)
- ويلي يندستروم على موقع HockeyDB.com (الإنجليزية)
- ويلي يندستروم على موقع Hockey-Reference.com (الإنجليزية)